# Зікте
Зікте (нім. Sickte) — громада в Німеччині, розташована в землі Нижня Саксонія. Входить до складу району Вольфенбюттель. Центр об'єднання громад Зікте.
Площа — 25,28 км2. Населення становить 6039 ос. (станом на 31 грудня 2021).